# Синеклюн кракс
Синеклюният кракс (Crax alberti) е вид птица от семейство Cracidae. Видът е критично застрашен от изчезване.

## Разпространение
Разпространен е в Колумбия.